# Den sidste badeanstalt
Den sidste badeanstalt er en dansk dokumentarfilm fra 2009 instrueret af Camilla Magid.

## Handling
Denne artikel mangler et handlingsreferat. Hjælp os med at skrive det.